# Rouwkwikstaart
De rouwkwikstaart (Motacilla alba yarrellii) is een zangvogel uit de familie Motacillidae. Het is een ondersoort van de witte kwikstaart die algemeen voorkomt in Groot-Brittannië. Soms wordt deze ondersoort als soort beschouwd, maar niet volgens de IOC World Bird List.

## Kenmerken
De rouwkwikstaart ziet eruit als de witte kwikstaart, maar heeft een zwarte rug in het voorjaar en de zomer. De lichaamslengte bedraagt 18 cm.

## Leefwijze
Deze vogel staat onder het lopen telkens even stil, wipt met de staart en schiet dan weer vooruit om insecten op te pikken. Hij nestelt op gebouwen en onder bruggen.

## Voorkomen in Nederland
De rouwkwikstaart is in het westen van Nederland een zeldzame broedvogel; hij komt voor bij water en op graslanden.